# Championnat du monde masculin de curling 1976
Navigation
Édition précédente Édition suivante
Le Championnat du monde masculin de curling 1976, dix-huitième édition du championnat du monde de curling, a eu lieu du 22 au 28 mars 1976 à Duluth, aux États-Unis. Il est remporté par les États-Unis.